# Verletztensammelstelle
Eine Verletztensammelstelle dient als Sammelstelle für Verletzte. Sie ist jedoch nicht gleichzusetzen mit einem Behandlungsplatz, welcher feste Strukturen vorgegeben hat. Noch bei dem ICE-Unfall von Eschede wurden die Begriffe Verletztensammelstelle oder Verbandplatz für einen Behandlungsplatz gebraucht. Mittlerweile werden diese Begriffe aber unterschieden.

## Funktion
Eine Verletztensammelstelle wird genutzt, wenn ein Missverhältnis zwischen Rettungsmitteln und Verletzten besteht, aber kein Behandlungsplatz notwendig ist, oder Verletzte zunächst aus einem Gefahrenbereich verbracht werden müssen.
Verletzte werden von der Feuerwehr gerettet und in die Verletztensammelstelle gebracht. Dort werden sie (erst-)versorgt und anschließend zur weiteren Behandlung den Krankenhäusern zugeführt.
Je nachdem, wie schnell es gelingt, die Verletztensammelstelle durch fachkundige Führungskräfte zu strukturieren, kann diese mehr oder weniger strukturiert aufgebaut sein. Mit der Verbreitung der Behandlungsplatzkonzepte hat sich eine Einteilung nach Sichtungskategorien bewährt.
Ist eine Verletztensammelstelle einem Behandlungsplatz vorgeschaltet, wird diese als Patientenablage bezeichnet.